# Leander (Texas)

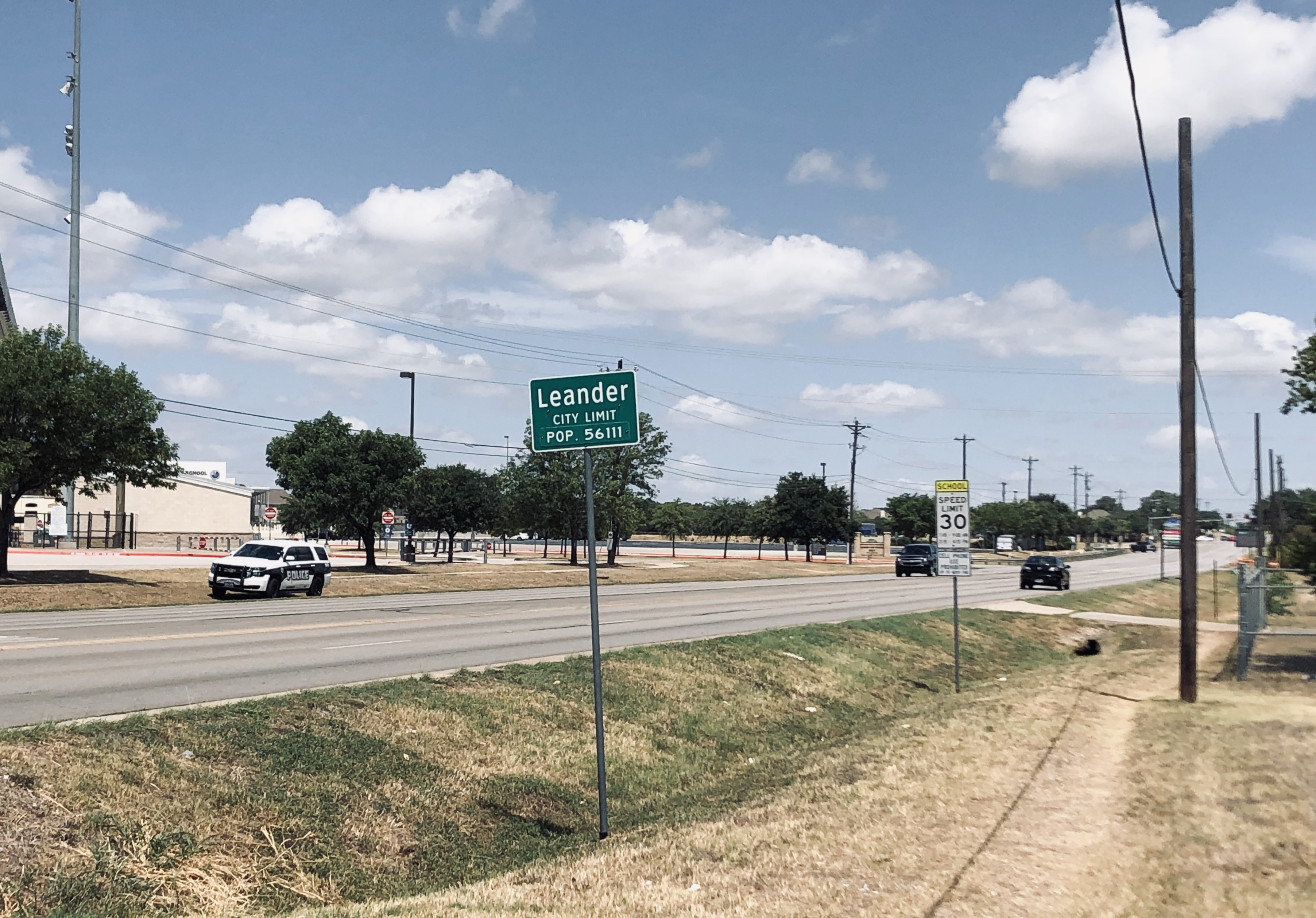
Limite de la ville de Leander

Pour les articles homonymes, voir Leander (homonymie).
La ville de Leander est située dans les comtés de Travis et Williamson, dans l’État du Texas, aux États-Unis. Sa population s’élevait à 26 521 habitants lors du recensement de 2010, estimée à 42 761 habitants en 2016.

## Transport
Une liaison ferroviaire relie Leander à Austin : le Métro d'Austin.

## Source
- (en) Cet article est partiellement ou en totalité issu de l’article de Wikipédia en anglais intitulé « Leander, Texas » (voir la liste des auteurs).